# Jason Livingston
Pour les articles homonymes, voir Livingston.
Jason Livingston (né le 17 mars 1971 à Croydon) est un athlète britannique, spécialiste des épreuves de sprint.

## Biographie

### Palmarès
| Date | Compétition                    | Lieu     | Résultat | Épreuve | Performance |
| ---- | ------------------------------ | -------- | -------- | ------- | ----------- |
| 1989 | Championnats d'Europe juniors  | Varaždin | 3e       | 100 m   | 10 s 57     |
| 1990 | Championnats du monde juniors  | Plovdiv  | 2e       | 100 m   | 10 s 25     |
| 1992 | Championnats d'Europe en salle | Gênes    | 1er      | 60 m    | 6 s 53      |
| 1999 | Championnats du monde en salle | Maebashi | 7e       | 60 m    | 6 s 63      |

### Records
| Épreuve | Performance | Lieu    | Date           |
| ------- | ----------- | ------- | -------------- |
| 60 m    | 6 s 51      | Glasgow | 8 février 1992 |
| 100 m   | 10 s 09     | Londres | 13 juin 1992   |